# Xenopholis undulatus
Xenopholis undulatus — вид змій родини полозових (Colubridae). Мешкає в Бразилії і Парагваї.

## Поширення і екологія
Xenopholis undulatus поширені на сході Бразилії і Парагваю. Вони живуть в саванах серрадо і чагарниках каатинги, трапляються в анклавах атлантичних лісів на північному сході Бразилії. Живляться амфібіями.